# Nicanor Allende
Nicanor Allende Urrutia (Concepción, 16 de julio de 1923-Santiago, 10 de febrero de 2004) fue un abogado y político liberal chileno. 

## Biografía
Nació el 16 de julio de 1923 en Concepción. Hijo de Nicanor Allende Navarro y Pilar Urrutia Manzano. 
Contrajo matrimonio en 1946 con María Inés Haverbeck Bischoff, hija del empresario y político Carlos Haverbeck Richter y de Inés Bischoff von Stillfred.
El matrimonio tuvo tres hijos: Inés del Pilar, Carlos Nicanor y Loreto Beatriz Allende. El 23 de abril de 1973, su esposa y su hijo fallecieron en un accidente de tránsito en Zapala.

## Actividades profesionales
Educado en el Instituto Alemán y en el Instituto de Humanidades Luis Campino de Santiago. Se dedicó a las actividades comerciales, al egresar de sus estudios secundarios.
Fue empleado en el Consorcio Comercial Chileno-Peruano (1940-1946), luego se trasladó a Valdivia, donde inició labores comerciales en el área forestal. Representó a Valdivia en la Comercial Sueco-Chilena y fue además empleado de la Sociedad Técnica Errázuriz y Cía. Consorcio Mercantil.
Fue director de la Sociedad Agrícola Ganadera de Valdivia “Saval” y de la sociedad “Allipén”, administrando ambos fundos. Fue delegado de la Compañía Naviera Haverbeck y Skalweit S.A., empresa de la cual llegó a ser vicepresidente del directorio (1953).
Dirigió además la Compañía Portuaria Talcahuano y formó parte del Consejo Directivo de la Sociedad de Progreso Urbano de Valdivia. Representó a la ciudad de Valdivia como cónsul de la ciudad en Uruguay (1955).

## Actividades políticas
Militante del Partido Liberal. Fue elegido regidor de la Municipalidad de Valdivia (1950-1953).
Elegido diputado por Valdivia, La Unión y Río Bueno (1957-1961), participando de la comisión permanente de Agricultura y Colonización.
Reelecto diputado por la misma agrupación departamental (1961-1965). En esta oportunidad, formó parte de la comisión permanente de Trabajo y Legislación Social.
Fue fundador en 1966 del Partido Nacional, del cual fue militante hasta 1987, cuando fue uno de los militantes fundadores de Renovación Nacional.

## Otras actividades
Fue propietario de la Agencia Ford Motor Company, dirigente de la Cámara de Comercio Austral, socio del Club de La Unión y del Club Valdivia.

## Historial electoral

### Elecciones parlamentarias de 1969
- Elecciones parlamentarias de 1969  Candidato a Senador Novena Agrupación Provincial, Valdivia, Osorno y Llanquihue

Período 1969-1977 (Fuente: Diario El Mercurio, 4 de marzo de 1969)